# Fjäderhyacint
Fjäderhyacint (Leopoldia comosa) är en sparrisväxtart som först beskrevs av Carl von Linné, och fick sitt nu gällande namn av Filippo Parlatore. I den svenska databasen Dyntaxa används istället namnet Muscari comosum. Enligt Catalogue of Life ingår Fjäderhyacint i släktet Leopoldia och familjen sparrisväxter, men enligt Dyntaxa är tillhörigheten istället släktet pärlhyacinter och familjen sparrisväxter. Arten förekommer tillfälligt i Sverige, men reproducerar sig inte. Inga underarter finns listade i Catalogue of Life.

## Bildgalleri

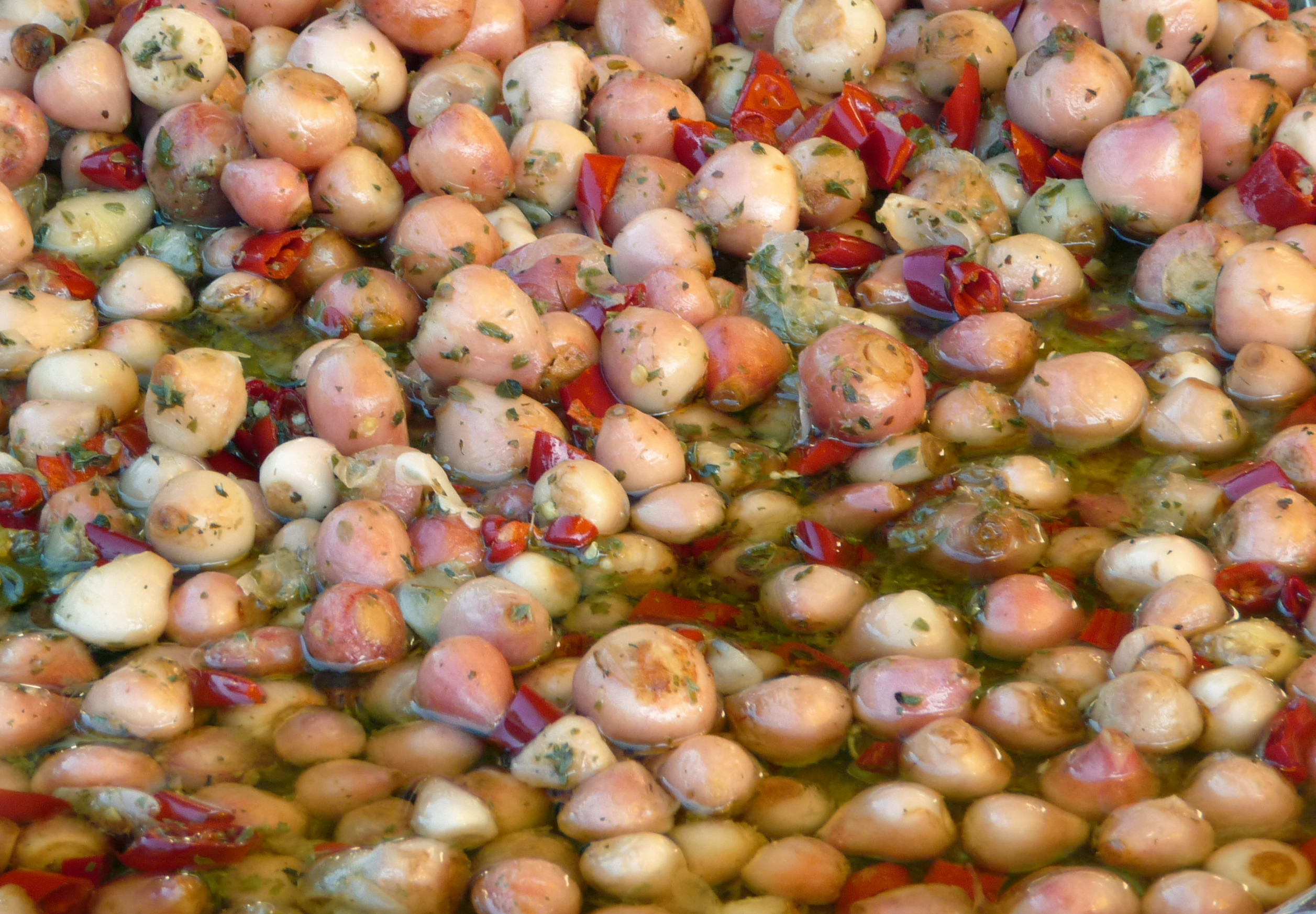
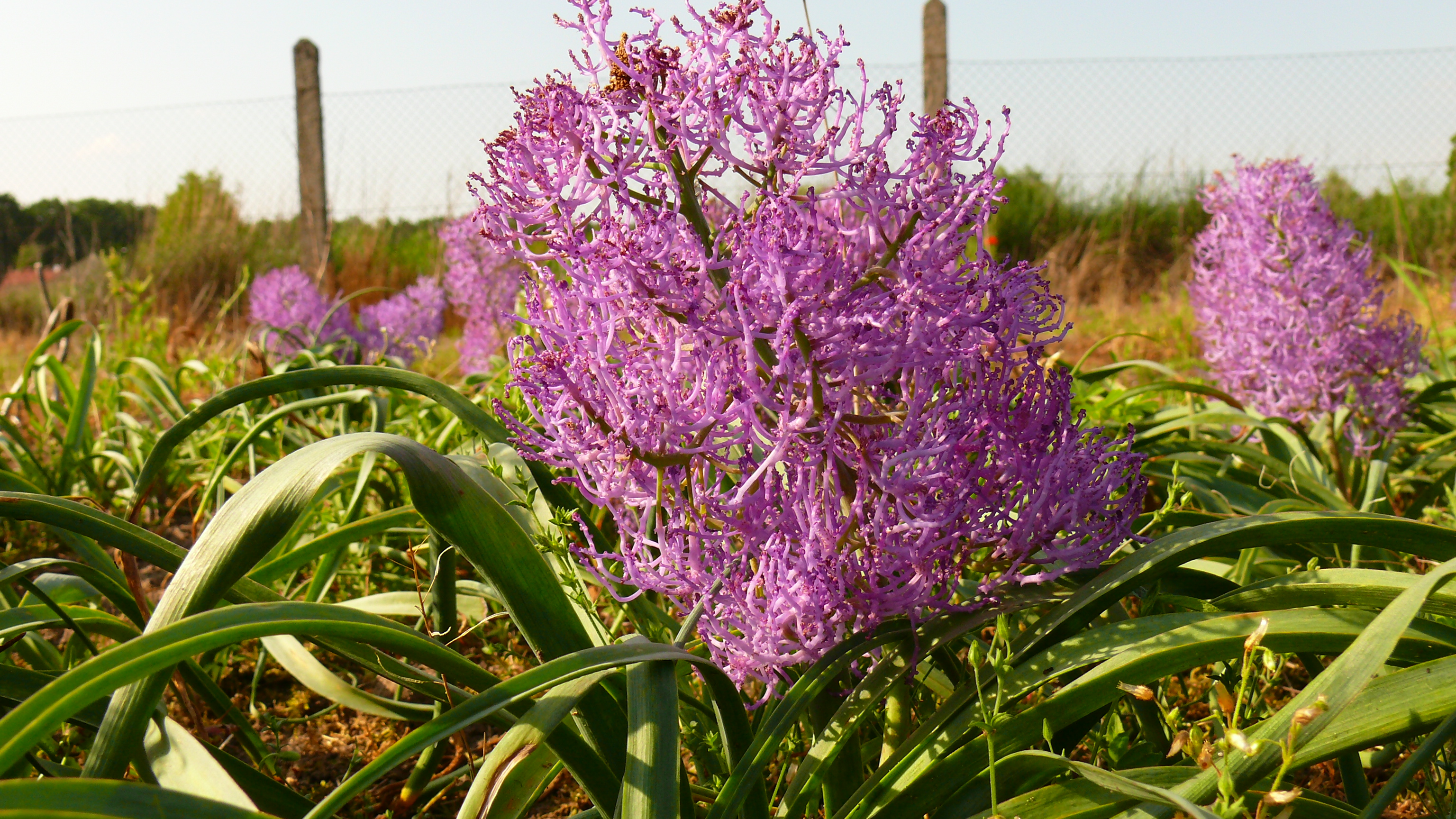
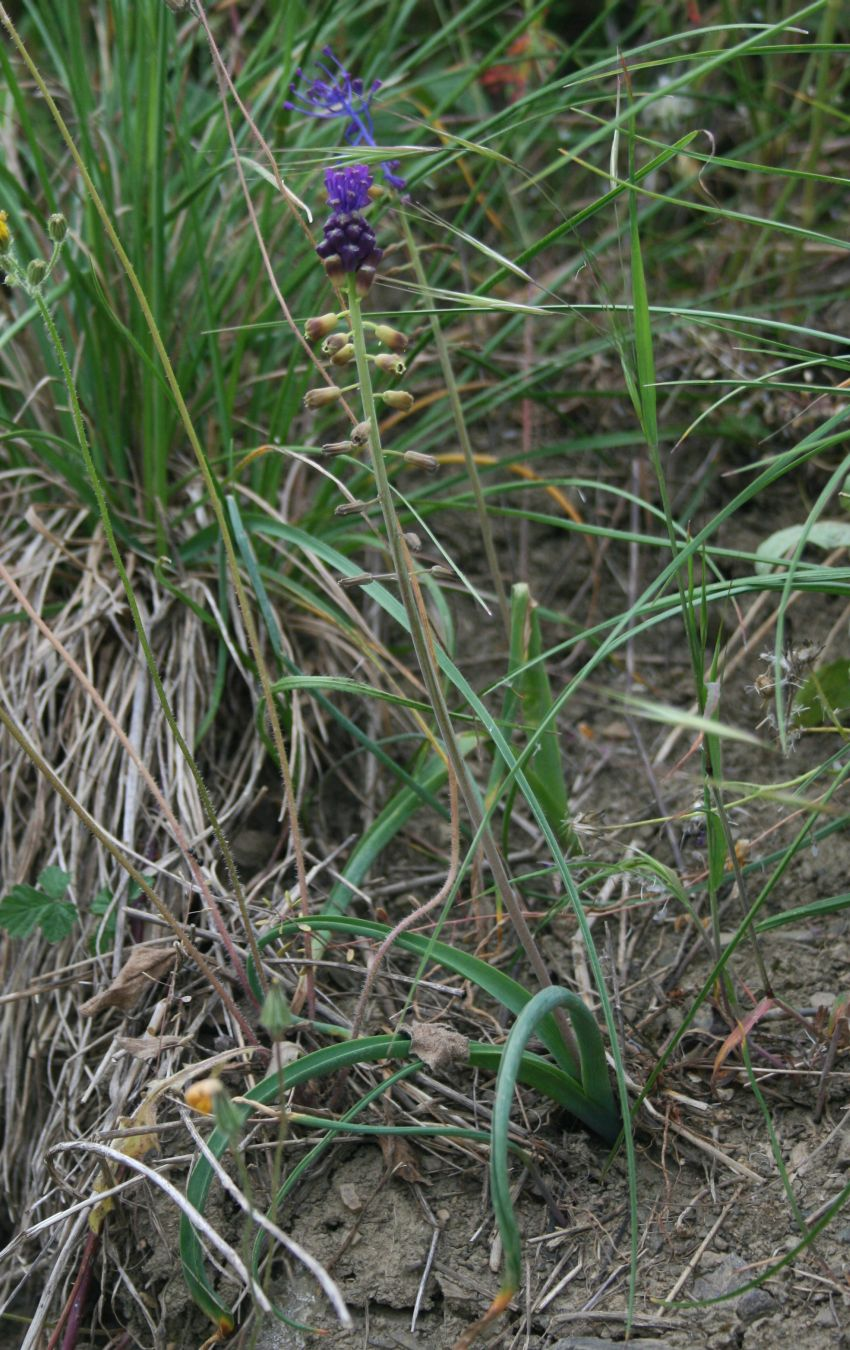
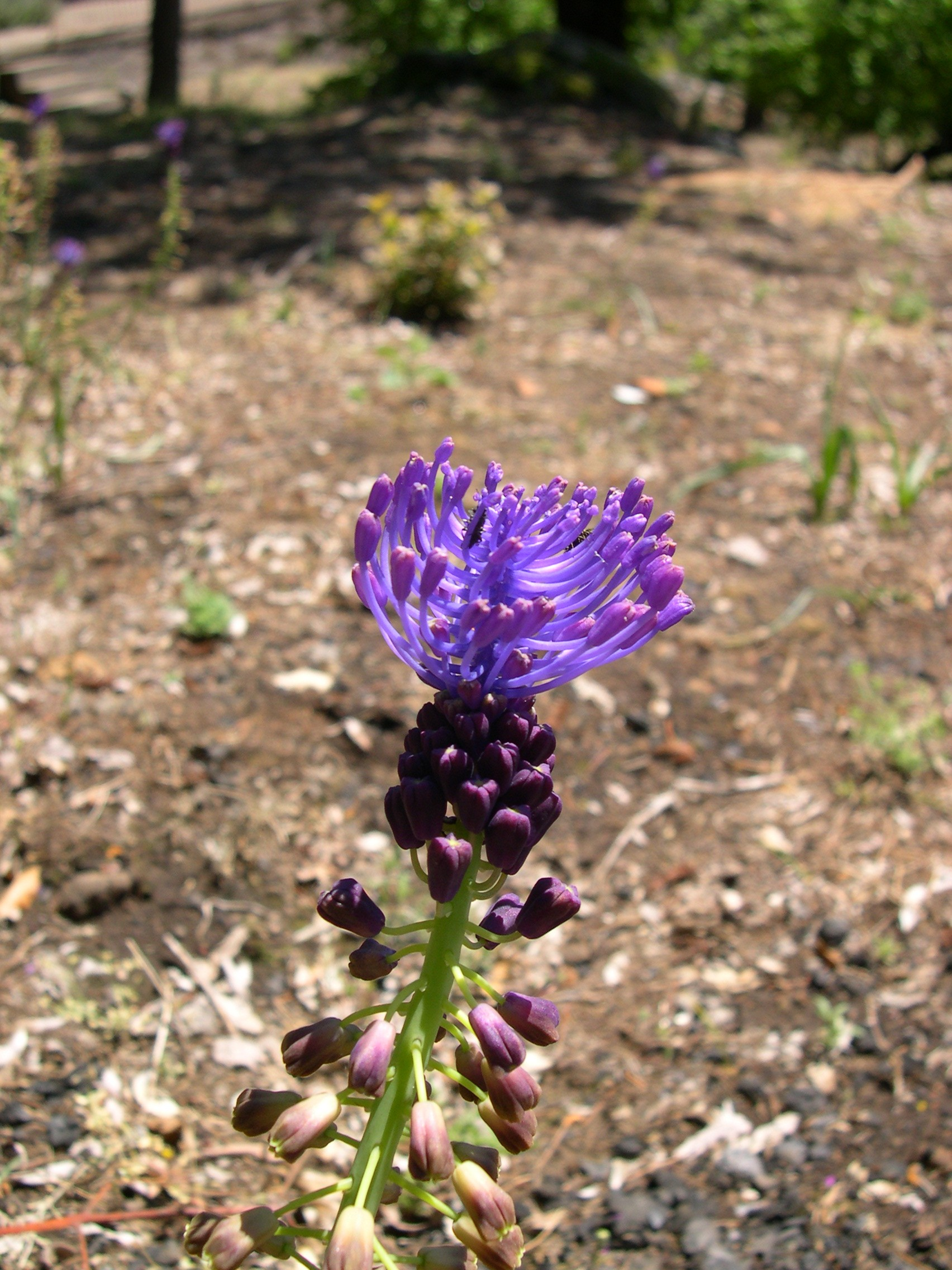
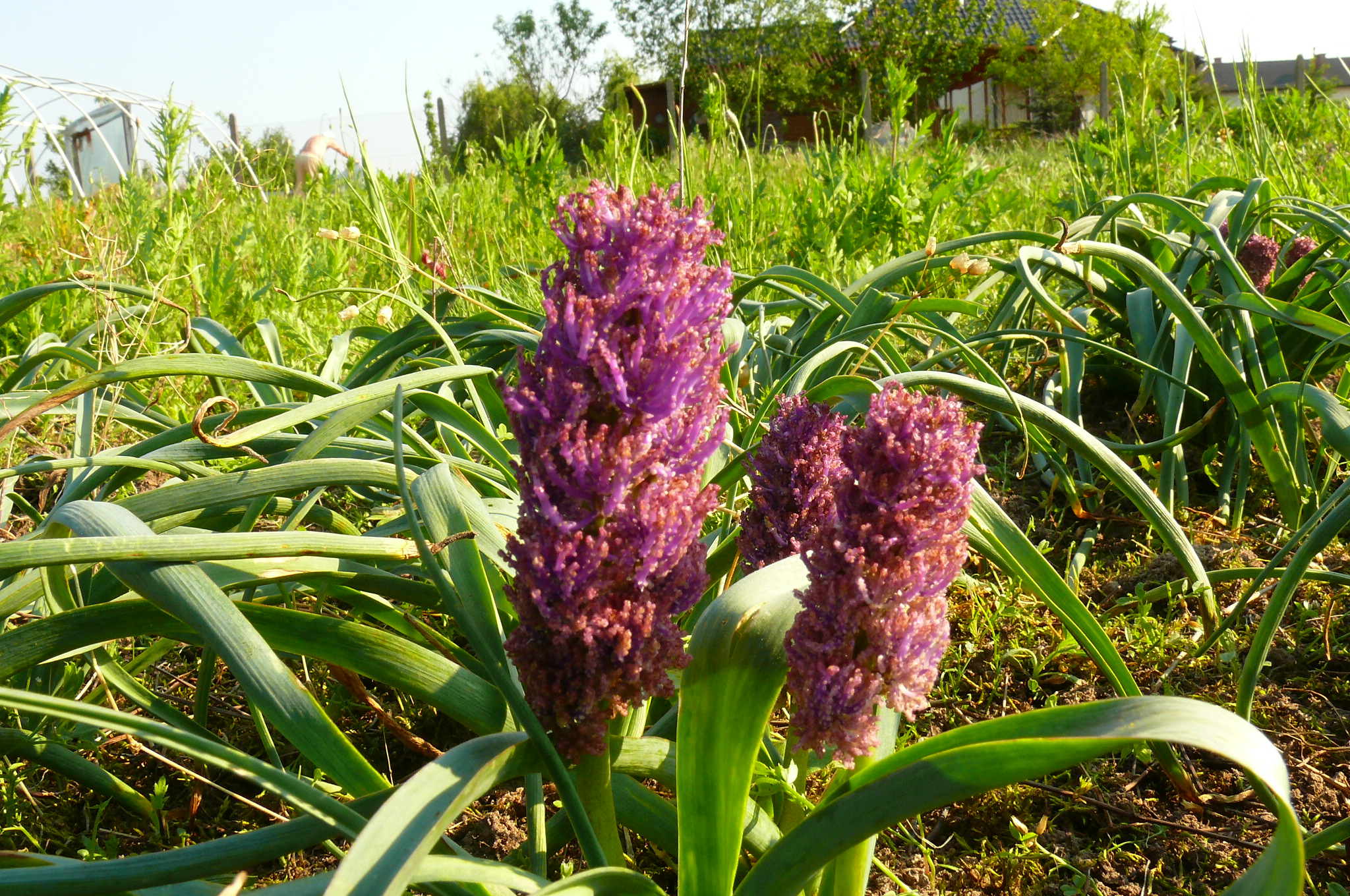